# Einar Enemark
 Ikke at forveksle med rapgruppen MC Einar
Einar Enemark (født 28. juli 1966), bedre kendt under kunstnernavnet MC Einar, er en dansk rapper, som er bedst kendt for at være forsanger i gruppen MC Einar, der var aktiv fra 1987-1990. Efter stor succes i dette band blev det opløst, og Enemark fik en nedtur og blev alkoholiker. Efter flere år blev han ædru og i 2010'erne har han udgivet to albums i samarbejde med jazztrioen KunTakt.

## Karriere
Enemark havde en stor interesse for kameraer. Han var venner med Nikolaj Peyk og besøgte ham, mens Peyk arbejdede på en rap sammen med nogle andre hiphoppere. Enemark kedede sig, og Peyk skrev nogle rap-vers til ham, på trods af, at Enemark slet ikke vidste, hvad rap var. Alligevel var Peyk imponeret over ham, og han blev en del af projektet, MC Einar, der tog navn efter Enemark. Peyk stod for teksterne mens Enemark bare rappede dem. I 1988 udgav de Den Nye Stil, der blev en stor succes og rapmusikkens begyndende gennembrud i Danmark. Samme efterår udgav gruppen julesangen "Jul det' cool", der blev et stort hit og var med til for alvor at bringe gruppen ud til det brede publikum. Ifølge Koda var sangen i perioden 2008-2012 den mest spillede julesang i radioen.
Efter udgivelsen af gruppens andet album, Arh Dér! i 1989, gik gruppen i 1990 i opløsning efter interne stridigheder.  Allerede inden var Enemark begyndte at drikke meget, og var flere gange beruset inden de påbegyndte koncerter. Efter opløsningen fik han en nedtur, og det blev til et egentligt alkoholmisbrug. Udover forskellige småjobs bl.a. til julefrokoster levede han i flere år på kontanthjælp.
I 1995 medvirkede Enemark i Peyks nye projekt; Østkyst Hustlers' album Verdens længste rap som manden Einar, der laver piller til hustlerne, som de senere forsøger at sælge i Jylland. Samme år blev han indlagt tre måneder på en psykiatrisk afdeling med en psykose efter at have taget LSD på Roskilde Festival.
I 2000'erne forsøgte han at spille MC Einar-sange playback til solo-koncerter for at tjene penge, men det blev ingen succes. 
Enemark havde i flere år haft lyst til at udgive noget musik, og da han hørte jazztrioen KunTakt i radioen tog han kontakt til bassisten.  Gruppen indvilligede i et samarbejde og danner Kuntakt feat. MC Einar.
I 2010 medvirkede Enemark på sangen "Superstars" på Anders Matthesens andet rapalbum Villa Peakstate. Udover Matthesen selv medvirkede også Jazzy H og Bossy Bo fra Østkyst Hustlers. Albummet fik dog ekstremt dårlige anmeldelser.
I 2011 udgav Enemark selvbiografien Manden der var MC Einar (People'sPress), der blev skrevet i samarbejde med musikanmelder og forfatter Anders Houmøller Thomsen. I bogen fortæller han om sin barndom, der var meget turbulent, sit alkoholmisbrug og sin tid i MC Einar. Den modtog fire ud af fem stjerner i musikmagasinet GAFFA. En anmelder på geiger.dk kaldte den for en "fin præstation, men ikke essentiel".
I 2011 udgav Enemark albummet Jeg Må Ha' En Coach sammen med Kuntakt. Det modtog fire ud af seks stjerner i musikmagasinet GAFFA. I 2016 udkom deres andet album Åben Dine Læber, der fik fem ud af seks stjerner i GAFFA, og anmelderen kaldte det "noget af det bedste, jeg har hørt, siden Halfdan E og Dan Turèll i 1993 udgav deres epokegørende album Pas På Pengene".

## Privatliv
Enemark er søn af skolelærer Peter Enemark og kunstmaleren Dorte la Cour. Hans stedfar er jazzmusikeren Elith Nykjær Jørgensen.
Enemark er opvokset på Christianshavn. Hans mor, der ifølge Enemark var hippie, havde på et tidspunkt inviteret en hjemløs fyr 
og hans søn til at bo hos dem. Man skulle også have eksperimenteret med stoffer. Da Enemark og sønnen kom op at skændes over noget legetøj havde Enemark bidt drengen i øret, hvorefter faderen til drengen havde slynget ham rundt i værelset. Enemark sagde ikke noget i tre uger efter, og begyndte herefter at stamme. Hans stammen har gjort ham genert, men tiden på scenen har hjulpet ham.
I 1992 mødte han Else Kjær-Andersen, som han siden har været sammen med. Omkring 2005 lagde han alkoholen på hylden med hjælp fra konen og sin familie, og han har stort set været ædru siden.
Enemark har i et interview udtalt, at han godt kunne lide Humleridderne og L:Ron:Harald, og har kaldt sidstnævntes nummer "Opel kadet" for "forrygende".

## Diskografi

### MC Einar (gruppe)
- Den Nye Stil (1988)
- Arh Der! (1989)

### MC Einar & KunTakt
- Jeg Må Ha' En Coach (2011)
- Åben Dine Læber (2016)

### Gæsteoptræden
- Verdens længste rap (1995) med Østkyst Hustlers
- "Superstars" (2010) på Anders Matthesens album Villa Peakstate
- "Funker fuldstændigt ud" (2014) Glasuren på kulturen feat. MC Einar
- "Hvidt Brød" (2015) Morten Bjerregaard og MC Einar feat. Nisse Thorbjørn